# سیارک ۹۶۵۱
سیارک ۹۶۵۱ (به انگلیسی: 9651 Arii-SooHoo، نامگذاری:1996AJ) نه هزار و ششصد و پنجاه و یکمین سیارک کشف شده‌است که در ۷ ژانویه ۱۹۹۶ کشف شد.
قدر مطلق سیارک برابر ۱۴٫۶۰ است.